# Vivara
Vivara er en ubeboet italiensk ø i Napolibugten. Øen har et areal på 0,4 km² og er forbundet med naboøen Procida med en gangbro. Der er dog ikke offentlig adgang til øen, der er naturreservat. Øens højeste punkt er 110 m.o.h. Øen er af vulkansk oprindelse.
Arkæologiske udgravninger har vist, at Vivara var beboet omkring 1500 år f.v.t. I nyere tid har øen dog stort set været ubeboet. Kong Carlo III af Napoli gjorde i det 18. århundrede øen til sit personlige jagtreservat. Siden 1972 har øen været naturreservat, og det kræver speciel tilladelse at få lov at besøge den.
40°44′38″N 13°59′36″Ø / 40.74396°N 13.99342°Ø